# Axylia edwardsi
Axylia edwardsi là một loài bướm đêm trong họ Noctuidae.